# Chironius laurenti
Chironius laurenti ist eine zur Familie der Nattern (Colubridae) gehörende ungiftige Schlangenart. Sie kommt in Bolivien und Brasilien vor.

## Merkmale
Die längsten bekannten männlichen und weiblichen Exemplare hatten eine Gesamtlänge von 2,15 bzw. 1,78 Metern. Der Kopf (oben, seitlich, oberer Teil des Rostralschilds und oberer Teil des Oberlippenschilds) von Adulten ist olivfarben, gräulich oder grau-braun. Es sind 32 bis 36 Oberkieferzähne vorhanden.
Die obere (dorsale) Färbung variiert zwischen gräulich, grau-oliv, braun-oliv braun und olivfarben. Das hintere Ende des Dorsums ist normalerweise gräulich, wohingegen die vorderen zwei Drittel von Körper und Schwanz bräunlich gefärbt sind. Die Subcaudalia sind einheitlich gelb. Bei Männchen sind 2–10 Schuppenreihen vorhanden, bei Weibchen 2–6 und in der Körpermitte maximal 12. Ventralia hat es zwischen 163 und 181. Bei Weibchen ist auf dem Rücken ein Längskamm vorhanden.
Subadulte und einige Adulte haben undeutliche weißliche Querbinden, welche Überbleibsel der juvenilen Musterung darstellen, auf dem Körper und Schwanz.

## Lebensraum
Der bekannte Lebensraum erstreckt sich über die Departamentos Beni, Cochabamba und Santa Cruz in Bolivien sowie Mato Grosso in Brasilien.

## Systematik
Chironius laurenti gehört zur Gattung Chironius in der Unterfamilie Colubrinae der Familie Colubridae. Erstbeschrieben wurde die Art 1993 durch die Herpetologen James R. Dixon, John A. Wiest und José M. Cei. Der Typus stammt vom Río Mamoré in Beni. Die Art ist nach dem belgischen Herpetologen Raymond Ferdinand Laurent benannt.